# Yang Xinhai
Yang Xinhai, também conhecido como Wang Ganggang, Yang Zhiya, e Yang Liu (chinês simplificado: 杨新海) (Zhumadian, 17 de julho de 1968 – Henan, 14 de fevereiro de 2004) foi um assassino em série chinês que confessou que havia cometido 65 assassinatos entre 1999 e 2003 e foi sentenciado a morte e executado por 67. Nos meios de comunicação, costumava-se-lhe conhecer como "Monstro assassino".

## Biografia
Yang nasceu em 1968 em Zhumadian, Henan, China. Sua família era uma das mais pobres do povo. Yang era o pequeno de quatro irmãos, e era o mais introvertido. Deixou a escola em 1985, com 17 anos, e se negou a voltar a casa, dedicando-se a viajar por China e trabalhar de trabalhador de aluguel.

## Crimes
Em 1988 e 1991, Yang foi sentenciado a trabalhos para a comunidade pelo delito de roubo em Xi'an, Shaanxi e Shijiazhuang, Hebei.
Em 1996, foi sentenciado a cinco anos de prisão por tentativa de violação em Zhumadian, Henan e libertado em 1999.
Os assassinatos de Yang tiveram lugar entre 1999 e 2003 nas províncias de Anhui, Hebei, Henan e Shandong. Quando chegava a noite entrava à casa de sua vítima, e matava todos os que a ocupavam - principalmente granjeros - com machados, martelos e pás, às vezes matou famílias inteiras.
Em outubro de 2002, Yang matou um pai e uma menina de seis anos com uma pá e violou uma mulher grávida que sobreviveu com graves lesões na cabeça.

## Detenção, julgamento e execução
Yang foi detido 3 de novembro de 2003. Pouco depois de ser preso, confessou o assassinato de 65 pessoas, 23 violações e cinco ataques causando sérias lesões. Realizou quarenta e nove assassinatos, dezessete violações e cinco ataques em Henan; oito assassinatos e três violações em Hebei; seis assassinatos e duas violações em Anhui, e dois assassinatos e uma violação em Shandong. A polícia também encontrou seu DNA em várias cenas do crime.
Em 1 de fevereiro de 2004, Yang foi declarado culpado de 67 assassinatos e 23 violações e sentenciado à Pena de Morte. Foi executado em 14 de fevereiro de 2004 com um tiro na nuca.